# 1966 v dopravě
Tento článek obsahuje seznam událostí souvisejících s dopravou, které proběhly roku 1966.

## Události

### Československo
- 1. února – Byla dokončena elektrizace traťového úseku Česká Třebová – Opatov, v 1. traťové koleji až do km 233,2 před stanici Svitavy.
- 1. května – Byl zahájen zkušební provoz na širokorozchodné trati Haniska pri Košiciach – Maťovce – Užhorod.
- 18. března – Do depa Zvolen byla dodána motorová lokomotiva T679.1002 – první stroj řady T679.1 ČSD (pozdější řada 781) dodaný sovětskou lokomotivkou Luhansk.
- 18. května – Škoda Plzeň dodala ČSD první lokomotivu řady S489.0 (pozdější řada 230).
- 4. listopadu – Byl zahájen elektrický provoz na trati Brno – Havlíčkův Brod.
- 26. listopadu – Byla dokončena stavba železniční trati Podolínec – Plaveč. Jedná se o poslední novostavbu železniční trati v historii ČSD.

#### Neurčené datum
- Byl ukončen provoz na lesní úzkorozchodné železnici Ľubochňa – Močidlá.[1]

### Svět
- 22. května – Na mezinárodní expres „Vindobona“ Berlín – Praha – Vídeň začaly být nasazovány motorové jednotky VT 18.16 Deutsche Reichsbahn.